# 松田彬人
松田彬人（1982年12月16日—），日本作曲家、編曲家，出身於大阪府。舊名TOKIA、虹音。

## 動畫相關
- 電視動畫《Gift eternal rainbow》
- 涼宮春日系列
- 電視動畫《sola》
- 電視動畫《幸運☆星》
- 電視動畫《偶像大師 XENOGLOSSIA》
- 電視動畫《萌少女的恋爱时光》
- 電視動畫《君吻 pure rouge》
- 電視動畫《D.C.II ~Da Capo II~》
- 電視動畫《南家三姊妹》
- 電視動畫《妳是主人我是僕》
- OVA《幸運☆星OVA》
- 電視動畫《食靈-零-》
- 電視動畫《絕對衝激 ～柏拉圖之心～》
- 電視動畫《空罐少女！》
- 電視動畫《穿越宇宙的少女》
- 電視動畫《仰望天空的少女瞳中的世界》
- 電視動畫《咲-Saki-》
- 電視動畫《初恋限定。》
- 電視動畫《Battle Spirits 少年突破馬神》
- 電視動畫《神曲奏界 crimson S》
- 電視動畫《浪漫追星社》
- 電視動畫《公主戀人》
- 電視動畫《CANAAN》
- 電視動畫《笨蛋、測驗、召喚獸》
- 電視動畫《刀語》
- 電視動畫《傳說的勇者的傳說》
- 電視動畫《祝福的钟声》
- 電視動畫《玩伴貓耳娘》
- 電視動畫《少女妖怪 石榴》
- 電視動畫《迷糊軟網社》
- 電視動畫《笨蛋、測驗、召喚獸2》
- 電視動畫《神的記事本》
- 電視動畫《純白交響曲》
- 電視動畫《機動戰士GUNDAM AGE》
- 電視動畫《英雄傳說VI「空之軌跡」》
- 電視動畫《緋色的碎片》
- 電視動畫《中二病也要談戀愛！》
- 電視動畫《GLASSLIP》
- 電視動畫《奏響吧！上低音號》
- 電視動畫《天使的3P！》

## 外部連結
- （日語） Forte Piano -ふぉるて・ぴあの （页面存档备份，存于）
- 松田彬人（虹音）的X（前Twitter）